# 蔡东藩
蔡东藩（1877年—1945年3月5日），名郕，字椿寿，号东藩，浙江省紹興府山阴县临浦（今属萧山）人，清朝至中華民国初年的演义小说作家、历史学家。

## 生平

浙江省杭州市萧山区临浦镇的临江书舍，為蔡东藩舊居

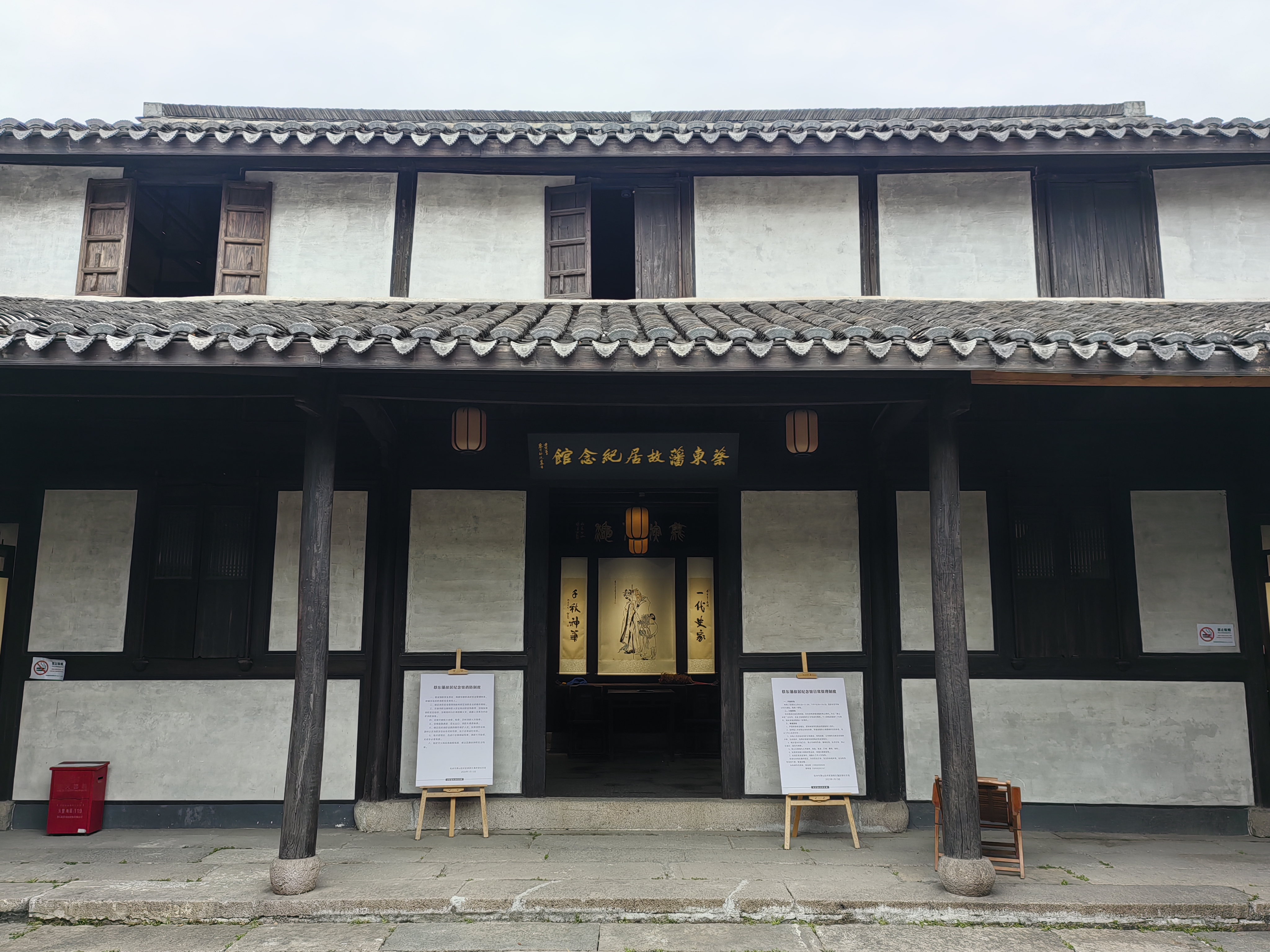
浙江省杭州市萧山区所前镇的蔡东藩故居

光绪十七年（1891年），考中秀才。宣统元年（1909年），中浙江省优贡生朝考入选。翌年春天，接受调遣至福建省以知县候補。到任不久後，即因厌恶官场而称病回家，回鄉後以教书和行医維生，编有《中等新论说文选》、《内科临症歌诀》以及《留青别集》、《留青新集》《风月吟稿》、《写忧集》等文学作品。
从1916年开始，到1926年为止，蔡东藩用10年的心血，以丰富的学识和惊人的毅力完成了前漢、後漢、两晉、南北朝、唐史、五代史、宋史、元史、明史、清史、民国共11部历史通俗演义，合称《历朝通俗演义》（又称《中国历代通俗演义》），时间跨越两千余年，又著有《西太后演义》（又称《慈禧太后演义》），增订清初吕安世所著《二十四史演义》，其一生共著书13部，撰写700余万字，篇幅之巨堪称历史演义的奇迹，被誉为“一代史家，千秋神笔”。
蔡东藩写书的动机，与当时民族危亡的历史现状密不可分。以一己之长诉之史笔，以期用通俗演义的形式讲述中国历史，以此帮助中國人从历史的启迪中寻找救亡图存的道路，正是他“书生报国”之意。正是因此，他才选择了首先写《清史通俗演义》，并从此一发而不可收。蔡东藩这套演义重史轻文，尽管略输文采，但却提供了一部浩瀚而通俗的中华通史，为普及中国历史知识做出了不可磨灭贡献。
1945年春天，在日本二戰投降前夕，蔡东藩在浙江諸暨離世，享年六十九岁。

## 著作

### 文学作品
1. 《中等新论说文选》
2. 《内科临症歌诀》
3. 《留青别集》
4. 《留青新集》《风月吟稿》
5. 《写忧集》

### 小說
1. 《前漢演義》
2. 《後漢演義》
3. 《南北史演義》
4. 《西太后演義》
5. 《民國演義》
6. 1916年7月，《清史演義》。
7. 1920年1月，《元史演義》。
8. 1921年，《明史演義》。
9. 1922年，《唐史演義》。
10. 1922年，《五代史演義》。
11. 1922年，《宋史演義》。
12. 1924年，《兩晉演義》。